# 敷山哲洋
敷山 哲洋（しきやま てつひろ、1933年 - 2022年8月8日）は、日本の実業家。NIPPURA株式会社創業者。

## 来歴
兵庫県に生まれる。西脇工業専門学校で化学を専攻した 。
1952年に地元の工業高校を卒業して、香川県高松市の高周波発信機メーカーに入社する。
1969年、高松市に日プラ化工を設立し、1970年には市内の屋島山上水族館に世界初のアクリル製回遊水槽を納入した。
会社名は1996年に「日プラ」に変更した（敷山没後の2023年に「NIPPURA」に再変更）。
2022年8月8日、前月より療養のため入院していた高松市内の医療機関にて死去し、家族のみで葬儀がおこなわれた。

## テレビ出演
- 日経スペシャル カンブリア宮殿 世界の水族館から注文殺到！ 81歳・職人社長の驚きの仕事術（2015年1月15日、テレビ東京）[6]